# キラキラリズムコレクション
『キラキラリズムコレクション』は、株式会社サンタエンタテイメントが2009年12月3日にニンテンドーDS用ソフトとして発売した「女の子のためのリズムアクション」ゲームソフトである。略称は『キラコレ』。
キャラクター原作は、漫画家もりちかこ。